# Serrat Curt (Alòs de Balaguer)
|  | No s'ha de confondre amb Serrat del Curt. |

El Serrat Curt és una serra situada al municipi d'Alòs de Balaguer a la comarca de la Noguera, amb una elevació màxima de 827 metres.